# Edmund de la Pole, 10. Baronet
Sir Edmund Reginald Talbot de la Pole, 10. Baronet (* 22. Februar 1844; † 26. August 1912) war ein britischer Adliger.
Edmund de la Pole wurde als Edmund Reginald Talbot Pole als ältester Sohn von Sir William Pole, 9. Baronet und dessen Frau Margaret Talbot geboren. Er besuchte das Winchester College. Beim Tod seines Vaters erbte er 1895 den Titel Baronet, of Shute House in the County of Devon, sowie die Anwesen Old und New Shute House bei Axminster in Devon, wozu ein über 22 km2 großer Grundbesitz gehörte. Er änderte seinen Namen in Edmund de la Pole. In erster Ehe hatte er 1877 die verwitwete Mary Ann Sands, eine Tochter von Hastings Sands geheiratet, die jedoch bereits 1878 starb. In zweiter Ehe heiratete er 1884 Elizabeth Rhodes, eine Tochter von Charles Rhodes. Beide Ehen blieben kinderlos, so dass sein jüngerer Bruder Frederick sein Erbe wurde. 